# Лугоф (Јужна Каролина)
Лугоф (енгл. Lugoff) насељено је место без административног статуса у америчкој савезној држави Јужна Каролина.

## Демографија
По попису из 2010. године број становника је 7.434, што је 1.156 (18,4%) становника више него 2000. године.
| Група             | 2000.         | 2010.         |
| Белци             | 5.132 (81,7%) | 5.837 (78,5%) |
| Афроамериканци    | 970 (15,5%)   | 1.253 (16,9%) |
| Азијати           | 34 (0,5%)     | 36 (0,5%)     |
| Хиспаноамериканци | 83 (1,3%)     | 201 (2,7%)    |
| Укупно            | 6.278         | 7.434         |